# Ligretto
Ligretto ist ein Kartenspiel für zwei bis vier Spieler (mit drei verschiedenfarbigen Paketen (grün, rot, blau) bis zwölf Spieler bzw. bis zu 16 Spieler, wenn das Set aus Ligretto Speed Machine mit verwendet wird), die versuchen, ihre Karten möglichst schnell auf gemeinsame Stapel in der Mitte abzulegen (je von 1–10 und nach Farbe sortiert). Da alle Spieler gleichzeitig ablegen dürfen, fordert das Spiel Reaktionsgeschwindigkeit. Das Spiel erschien 1988 (anfangs unter der Bezeichnung Legretto) bei Rosengarten Spiele (Michaels KG); seit 2000 wird Ligretto von Schmidt Spiele vertrieben.

## Geschichte
Robert Hülsemann beschreibt in Das große Buch der Spiele, Leipzig, 1927, ein den Regeln nach nahezu identisches Kartenspiel mit Standardblatt namens Rasender Teufel. Als Vorfahr kommt auch das nordamerikanische Spiel Dutch Blitz in Betracht. Dutch Blitz ist heute besonders unter den Pennsylvania-Deutschen wie den Amischen beliebt und geht auf den deutschen Auswanderer Werner Ernst George Müller zurück, der das Spiel 1959 erfand, um Kindern ein besseres Zahlen- und Farbverständnis zu vermitteln.

## Spielverlauf
Jeder Spieler erhält zu Beginn des Spiels 40 Karten (je 10 Karten der Farben rot, gelb, grün und blau), die auf der Rückseite mit einem speziellen Symbol für diesen Spieler versehen sind. Diese werden zu Spielbeginn gemischt und 10 werden als offener Stapel auf den Tisch gelegt. Daneben liegen 3 Karten nebeneinander mit der Spielseite nach oben.
Die restlichen Karten behält man verdeckt in der Hand.
Ziel des Spiels ist es, den Stapel mit den 10 Karten abzutragen und dabei möglichst viele Punkte zu erreichen.
Karten legt man in aufsteigender Zahlenfolge nach Farben geordnet in die Mitte.
Hat man eine Karte von den 3 offen liegenden Karten genommen, füllt man die Lücke vom Zehnerstapel auf. Kann man keine der Tischkarten legen, durchsucht man seine Handkarten, indem man immer jede dritte Karte aufdeckt, die man dann gemäß den Regeln in die Mitte legen kann.
Sobald man den Zehnerstapel abgespielt hat, ruft man „Ligretto Stopp!“ und beendet damit die Spielrunde.
Die Karten in der Mitte werden nun gezählt und jeder Spieler erhält anhand der Markierung auf der Rückseite je einen Punkt für jede seiner Karten aus der Mitte. Nicht ausgespielte Karten vom Zehnerstapel werden bei der Punktzählung doppelt abgezogen.
Gute Ligretto-Spieler versuchen, so viele Handkarten wie möglich in die Mitte zu spielen und trotzdem den Zehnerstapel vor allen anderen Spielern abzutragen, da diese dann einen Abzug erhalten, je nachdem wie viele Karten sie im Zehnerstapel übrig haben.

## Französische Variante
Es gibt eine etwas andere Version, die in Frankreich häufig gespielt wird. Zunächst einmal gibt es vier aufgedeckte Karten, das Ligretto hat also vierzehn Karten. Zweitens werden die Karten auf der Hand paarweise aufgelegt. Das Ziel ist, alle vierzehn Karten des Ligrettos abzulegen, um Ligretto rufen zu können.
Die Punktzählmethode kann dann durchgeführt werden, indem jede Karte in der Hand 1 Punkt zählt und jede der verbleibenden Ligretto-Karten 3 Punkte zählt.

## Auszeichnungen
Der Arbeitsausschuss Kinderspiel + Spielzeug e.V. hat an Ligretto als empfehlenswertes Spiel seine Auszeichnung spiel gut vergeben.

## Varianten
Schmidt Spiele hat mittlerweile die Ligretto-Varianten Ligretto Junior (2001), Ligretto² (2004), Fußball Ligretto (2006), Bibi Blocksberg Ligretto (2006), Ligretto Speed Machine (2007), Bibi Blocksberg Ligretto (2007), Ligretto SpongeBob (2009), Ligretto Kim Possible (2009), Würfel-Ligretto (2009), Star Wars Rebels Ligretto und Ligretto – Das Brettspiel (2020) herausgebracht.
In Südafrika gibt es ein sehr ähnliches Spiel namens Wi-Jo-Ka-Pre. Der Name des Spiels ist aus den Anfangsbuchstaben der Städte Windhoek, Johannesburg, Kapstadt und Pretoria zusammengesetzt.